# Refractor Engine
Refractor Engine là một game engine được thiết kế bởi studio Refraction Games có trụ sở ở Stockholm, lần đầu tiên được phát triển cho video game Codename Eagle và phát hành vào tháng 11 năm 1999. Refraction Games về sau bị Digital Illusions CE mua lại và engine được sử dụng trong tựa game bắn súng góc nhìn thứ nhất đầu đàn của họ là Battlefield, đặc biệt là phiên bản đầu tiên trong dòng game, Battlefield 1942. DICE về sau đã thiết kế và phát triển Refractor 2 Engine mà lần đầu tiên được sử dụng trong phần ba của dòng game, Battlefield 2.

## Game sử dụng Refractor Engine

### Phiên bản 1.0
- Codename Eagle
- Battlefield 1942
- Battlefield Vietnam
- Rallisport Challenge

### Phiên bản 2.0
- Battlefield 2
- Battlefield 2142
- Battlefield Heroes
- Battlefield Online
- Battlefield Play4Free